# Hodges-Brücke

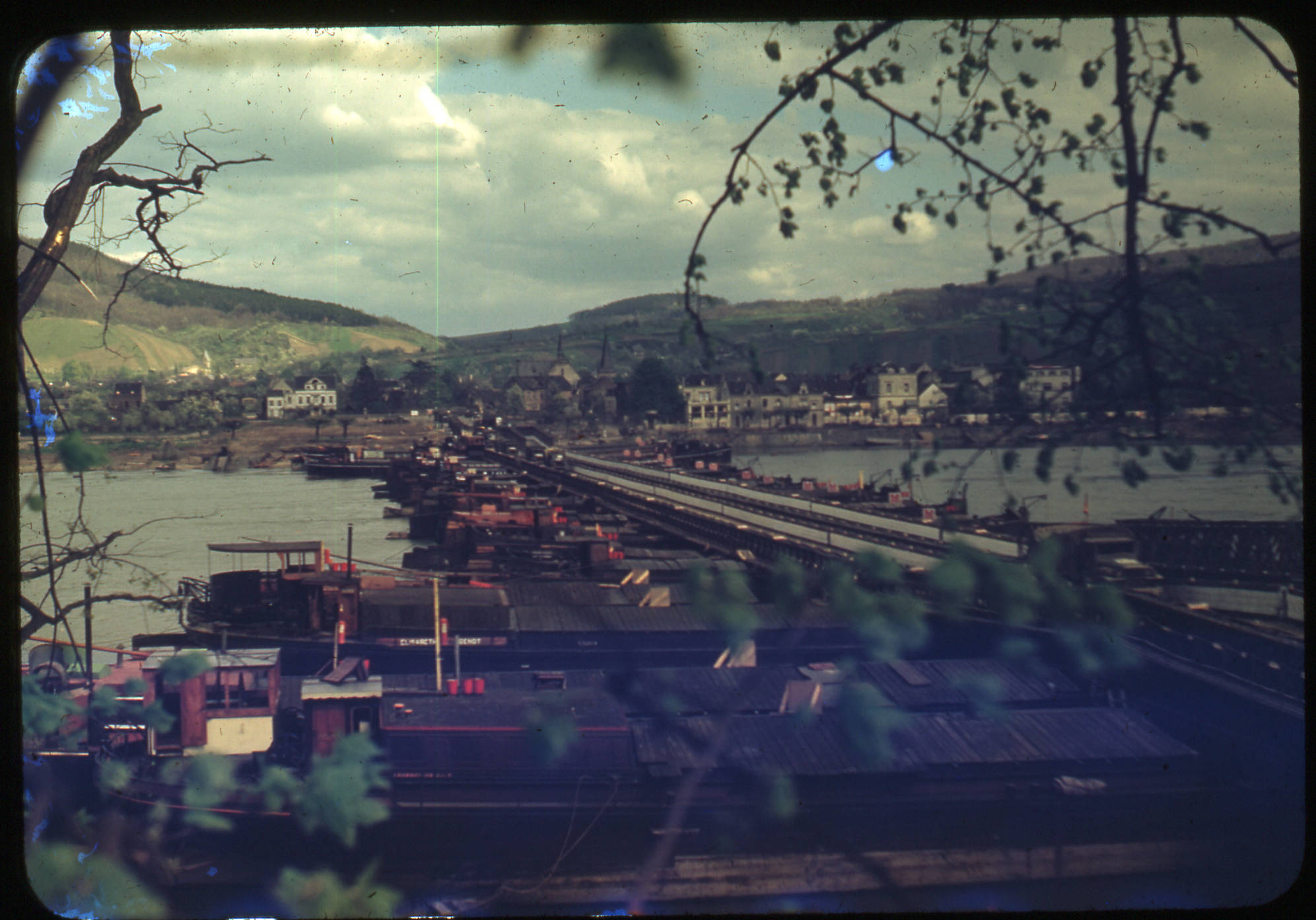
Foto der Brücke

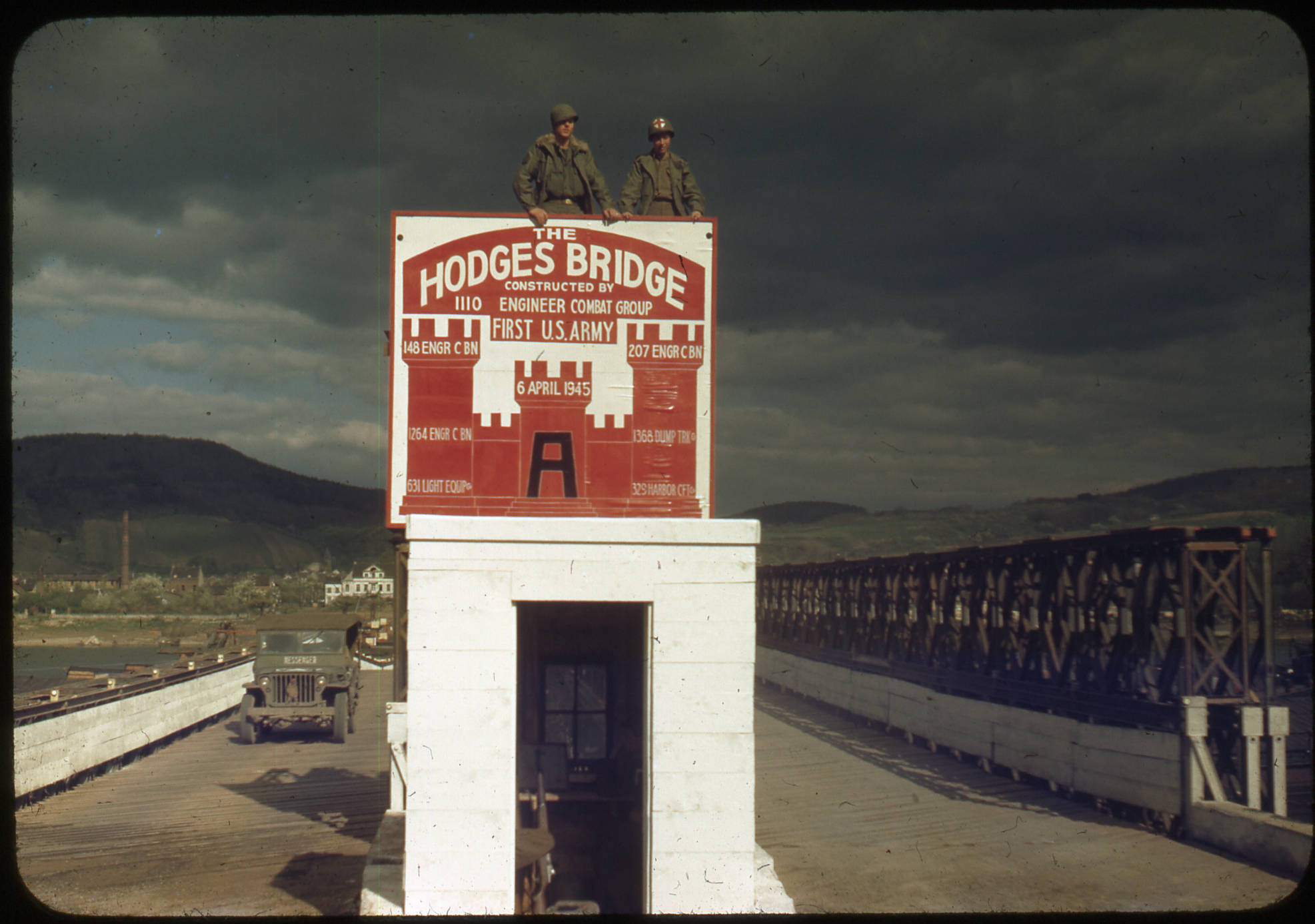
Brückenwärterhäuschen mit Brückenschild

Die Hodges-Brücke war eine am 6. April 1945 fertiggestellte Pontonbrücke aus Fertigteilen – ähnlich der Bailey-Brücke – über den Rhein. Die Brücke verband beim Stromkilometer 647.7 die linksrheinische Bad Godesberger Bastei und die rechtsrheinische Niederdollendorfer Schiffsanlegestelle. Sie war für die US-Streitkräfte die wichtigste behelfsmäßige Brücke über den Rhein, da die Brücke von Remagen wegen Überlastung am 17. März eingestürzt war und am 15. März 1945 die Hindenburgbrücke bei Bingen durch Pioniere der Wehrmacht gesprengt wurde. Somit stand für hunderte Stromkilometer keine andere für Panzer geeignete Brücke zur Verfügung.
Das 148. und das 207. US-Pionierbataillon errichteten die Brücke in Tag- und Nachtarbeit. Als vorbereitende Übung hatten sie Ende 1944 eine Brücke über die Maas bei Lüttich gebaut. Der Aufbau der Brücke begann am 25. März 1945. Sie wurde nach dem General Courtney Hicks Hodges, dem Kommandeur der 1. US-Armee, benannt.
Das 207. Pionierbataillon begann am Westufer, das 148. am Ostufer. Frachtkähne wurden als Auflagen für die Brückensegmente mit Stahlkabeln dicht nebeneinander vertäut. Mehrere auf Grund gesetzte Lastkähne dienten der zusätzlichen Verankerung. Die Brücke hatte eine zweispurige Fahrbahn. Als später der Frachtschiffverkehr über den Rhein wieder einsetzte, wurde die Pontonbrücke aufgeständert.
Beim Brückenbau sind 14 Soldaten des 148. Bataillons tödlich verunglückt. Ihnen war eine Erinnerungstafel gewidmet. Während des Brückenbaus versuchten fünf Kampfschwimmer der Wehrmacht die Brücke zu zerstören. Die Aktion verlief erfolglos, die Soldaten kamen in Kriegsgefangenschaft.
Ab dem 8. Mai 1945 (Kriegsende) wurde die Brücke von Flüchtlingen genutzt, für die jeden Morgen eine Fahrbahn für eine Stunde freigegeben wurde. Bis zu 15.000 Menschen sollen in Niederdollendorf auf den Übergang gewartet haben.

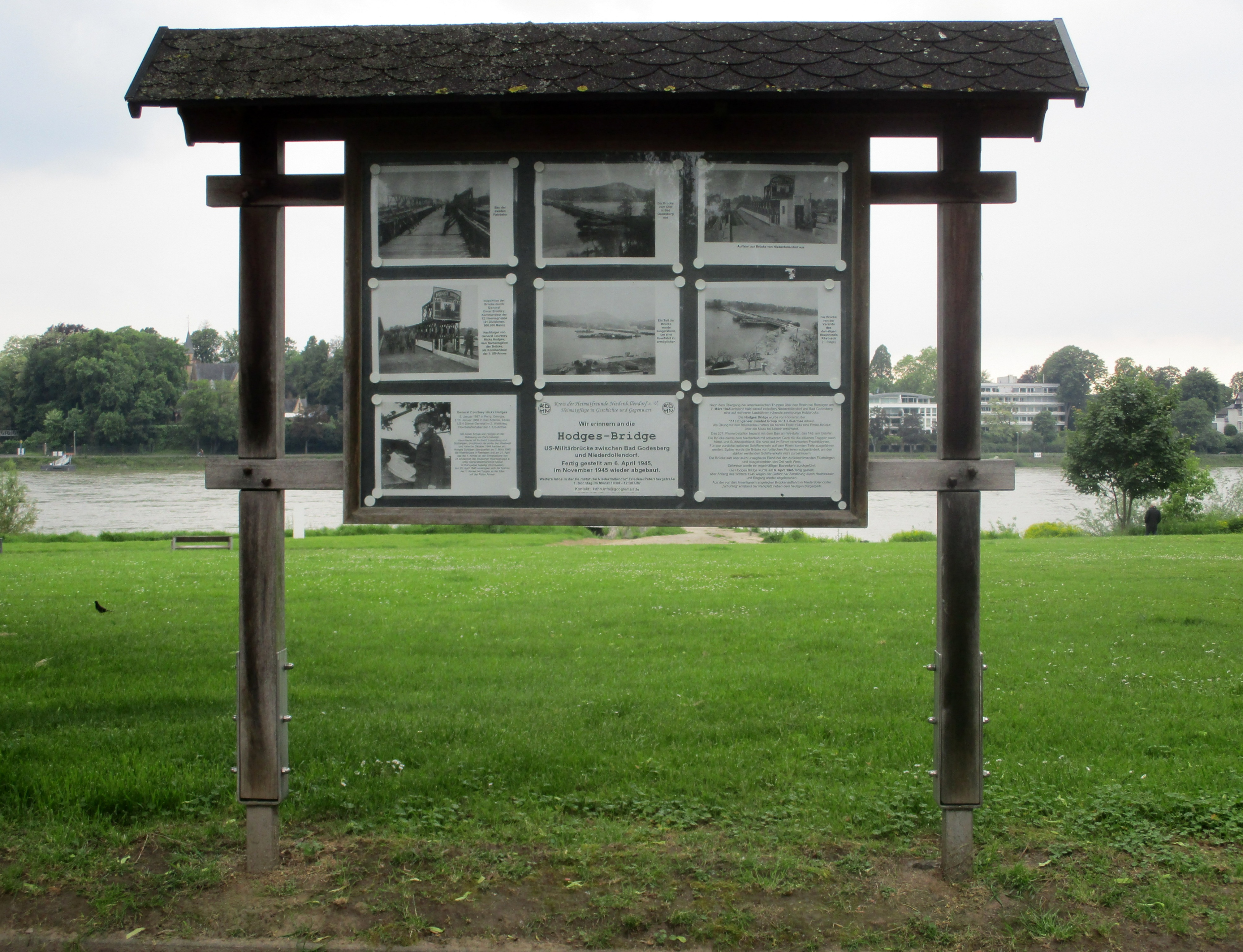
Informationstafel zur Hodges-Brücke in Niederdollendorf

Im November und Dezember 1945 wurde die Brücke abgebrochen, da sie den Schiffsverkehr über den Rhein behinderte. Aus der von den Amerikanern angelegten rechtsrheinischen Brückenauffahrt im bis dahin niedriger gelegenen „Schürling“, einem als Ackerland und Obstwiese genutzten Gelände zwischen Königstraße und Fährstraße, entstand der Niederdollendorfer Kirmesplatz neben dem heutigen Bürgerpark. Im Mai 2007 wurden in Niederdollendorf und Bad Godesberg jeweils am Rheinufer Informationstafeln zur Hodges-Brücke aufgestellt.